# Maruelexea
Maruelexea est le mot désignant l'église de Maru dans la mythologie basque. C'est le sommet du mont Arrola, près de Nabarniz (Biscaye). On y voit des ruines d'une ancienne enceinte fortifiée. D'après les archéologues Blas Taracena Aguirre et Augusto Fernández de Avilés qui l'explorèrent, c'est une construction antérieure aux Romains et aux Celtes. Elle est peut-être des IVe et IIIe siècles av. J.-C..
Dans les villages environnants on entend dire couramment que lorsque le soleil se montre le jour de la Saint Jean (24 juin), il apparait un chaudron mystérieux à Mauelexea. À cet endroit la fougère ne pousse pas car un trésor y est enterré.
Il est fréquent d'entendre dire qu'il y a des peaux de bœuf ou Idinarru pleines d'or enterrées en des lieux donnés, généralement des endroits dépeuplés, inhabités, des cavernes ou des grottes.

## Étymologie
Elexea (en dialectes navarrais) / Elizea = « église ». Eliz signifie "église" en basque. Le suffixe a désigne l'article : eliza se traduit donc par "l'église".